# Metioche massaicum
Metioche massaicum är en insektsart som först beskrevs av Sjöstedt 1909.  Metioche massaicum ingår i släktet Metioche och familjen syrsor. Inga underarter finns listade i Catalogue of Life.